# قاعدة الثمانيات

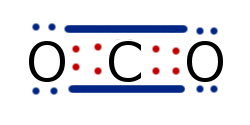

قاعدة الثمانيات هي قاعدة كيميائية تنص على أن الذرات تميل لأن ترتبط بالطريقة التي تجعل فيها 8 إلكترونات في غلاف تكافؤها، مماثل للتركيب الإلكتروني الموجود في الغازات النبيلة. وبمعنى أبسط تكون الجزيئات أكثر استقرارا عندما يكون الغلاف الخارجى للذرات المكونة لها فارغة أو ممتلئة أو بها إلكترونات بمضاعفات 8 إلكترونات في غلافها الأخير. راجع غلاف إلكتروني.
ويحدث هذا بصفة أساسية في الرابطة الأيونية والرابطة التساهمية.
ويمكن تطبيق قاعدة الثمانيات على العناصر الآتية:
- الكربون، C
- الأكسجين، O
- الهالوجينات، مثل الفلور والكلور.

ولكن هذه النظرية يوجد لها استثناءات كبيرة:
- يحتاج الهيدروجين إلكترون واحد فقط ليصل لأقرب غاز نبيل (الهيليوم), كما أن الليثيوم يحتاج ليفقد إلكترون ليصل لمثل هذا التركيب.
- الجزيئات والشوارد التي لها رقم فردى من الإلكترونات.
- أي من الجزيئات التي تكون أكثر من أربعة روابط (مثل الفسفور).
- لا يمكن تطبيق نظرية الثمانيات على العناصر الموجودة في الدورات الأعلى من الثانية لأن غلافها الإلكتروني يمكن أن يكون به أكثر من ثمانية إلكترونات. راجع التكافؤ الأعلى.
- للفلزات الانتقالية بديل لنظرية الثمانيات وهو عد الإلكترونات.
- البورون يعتبر أيضا استثناء.
- كما يوجد أيضا استثناء في مواد معروفة، فمثلا أول أكسيد الكربون والأوزون.